# Atomic Kitten
Az Atomic Kitten Liverpool-ban, 1998-ban alakult angol könnyűzenei lányegyüttes volt, amelynek eredeti felállása Kerry Katona, Liz McClarnon és Natasha Hamilton volt. A csapatot az Orchestral Manoeuvres in the Dark (OMD) tagjai, Andy McCluskey és Stuart Kershaw alapították, akik korai éveikben dalszerzőik is voltak. Debütáló albumuk, a Right Now 2000 októberében jelent meg, és a 39. helyet érte el az Egyesült Királyságban. Öt top tízes kislemez után az eredeti tag, Kerry Katona kilépett – négy héttel a Whole Again megjelenése előtt, mely az első helyet érte el a brit kislemezlistán – helyét a Precious korábbi énekese, Jenny Frost vette át. A Whole Again a csapat legsikeresebb kislemeze lett, négy hétig az Egyesült Királyságban és hat hétig az első helyen maradt Németországban, Nagy-Britanniában ez volt a 2000-es évek 13. legkelendőbb kislemeze. A csapat újra kiadta debütáló albumát, néhány számot újra rögzítettek Frost énekével: az első helyet érte el az Egyesült Királyságban, és dupla platina minősítést kapott több mint 600 000 eladott példány után.
2002 és 2004 között további két stúdióalbumot is kiadtak, a Feels So Good-ot (amely szintén platinalemez lett az Egyesült Királyságban) és a Ladies Night-ot, valamint egy válogatásalbumot, mielőtt 2004-es turnéjuk után szünetet jelentettek be. A csapatnak eddig három első helyezett kislemeze volt az Egyesült Királyságban; a Whole Again, az Eternal Flame című The Bangles-feldolgozás,  és a The Tide Is High (Get the Feeling) amelyet eredetileg a The Paragons rögzített. Több mint 10 millió lemezt adtak el világszerte.
A 2005-ös és 2008-as szórványos fellépések után bejelentették, hogy McClarnon, Hamilton és Katona újra összeállt az ITV2 The Big Reunion című sorozatában. Frost várandóssága miatt azonban nem tartott velük. Katona 2017 decemberében másodszor is távozott a csapatból. Frost 2021-ben tért vissza egy rövid időre, majd néhány hónappal később ismét távozott. Hamilton 2024 októberében bejelentette, hogy kilép a csapatból, hogy szólóprojektekre összpontosítson. 

## Történet

### 1998–2001: Alapítás,Right Nowés Katona első távozása
A csapat 1998-ban alakult Andy McCluskey angol zenész által, aki leginkább az Orchestral Manoeuvres in the Dark (OMD) új hullám együttes frontembereként ismert. Karl Bartos (Kraftwerk) azt javasolta, hogy hozzon létre egy új zenekart dalaihoz az OMD 1996-os feloszlatása után, amelyet a grunge és az indie rock elterjedése tett divattalanná. McCluskey az OMD másik tagja, Stuart Kershaw mellett megalapította az Atomic Kittent, és a pár dalszerzőként dolgozott a csapat stúdiófelvételein, az 1990-es évek végén, és a 2000-es évek elején.
Az eredeti felállás tagjai kezdetben Liz McClarnon, Kerry Katona és Heidi Range voltak, de nem volt nevük. A Too Much, Too Young: My Story of Love, Survival and Celebrity című önéletrajzában Katona megemlíti, hogy olyan neveken töprengtek, mint az Exit, és a Honeyheads, mielőtt az Atomatic Kitten mellett döntöttek volna, ami a Mary Lamb tervező tulajdonában lévő divatmárka neve. Amikor Katona hazament, hogy meséljen anyjának a zenekarról, anyja barátja képtelen volt kiejteni az "Atomatic Kitten-t", és folyamatosan azt mondta, hogy "Atomic Kitten".  Katonának megtetszett a név, mesélt róla bandatársainak, és a név megragadt. Később Heidi nyolc hónap után kivált, miután egy másik lemezszerződést ajánlottak neki, és Natasha Hamilton váltotta fel 1999 májusában. Heidi egy másik lánycsapattal, a Sugababes-szel ért el sikereket.
A csapat debütáló kislemeze a Right Now lett, amely 1999 novemberének végén jelent meg, és a tizedik helyet érte el a brit kislemezlistán, ezt a See Ya követte 2000 márciusában, amely a hatodik helyet érte el. Ugyanebben az évben felvették a The Loco-Motion feldolgozását, a Thomas and the Magic Railroad című filmhez. A szintén Right Now című debütáló albumuk először Japánban jelent meg 2000. március 16-án, az Egyesült Királyságban pedig 2000. október 23-án adták ki. 
Az album Európában a 39. helyet érte el az UK Albums Chart-on. Kiadójuk, az Innocent Records azt fontolgatta, hogy lemond róluk korlátozott sikerük miatt, a lemeztársaságot azonban meggyőzték, hogy engedjenek a csoportnak még egy kislemez kiadását az albumról. Ez a Whole Again lett, és négy egymást követő hétig maradt a csúcson. A dal világszerte megjelent, és 18 másik országban az első helyet érte el, köztük 6 hétig Németországban és Új-Zélandon. Videójában eredetileg Kerry Katona szerepelt, de néhány nappal a kislemez megjelenése előtt terhessége miatt távozott. A Precious korábbi énekese, Jenny Frost váltotta őt, és a kislemez videóklipjét újraforgatták, egy amerikai videó is megjelent hozzá. A tagcsere arra a döntésre vezetett, hogy részlegesen újra felveszik és újra kiadják a Right Now albumot, amely 2001 augusztusában az Egyesült Királyság első helyére került, és dupla platina minősítést kapott. Az album több európai országban, köztük Németországban és Dániában is bekerült a top 10-be.
Következő kislemezük, az Eternal Flame lett, a The Bangles 1989-es slágerének feldolgozása, a második számú kislemezük lett az Egyesült Királyságban és Új-Zélandon, és szerepel a The Parole Officer című filmben, és a So Far So Good című DVD-n. Ez lett a legsikeresebb kislemezük Franciaországban, a második helyen végzett, és végül arany minősítést ért el. 2001 végén kiadták a You Are című kislemezt. Rögzítettek egy videót is, és promó kislemezeket küldtek ki a rádiónak, de a kislemez végül soha nem jelent meg teljes reklámban. Ugyanebben az évben, a "Right Now" a Konami videójátékában, a Dance Dance Revolution 5th MIX-ben.

### 2002–2003: Új felállás,Feels So Good, és nemzetközi áttörés
A Right Now sikere után új albumot rögzítettek, Feels So Good címmel. Az Andy McCluskey-val és Stuart Kershaw-val kötött dalszerzői és gyártási megállapodás egyre nagyobb feszültséget okozott a csapaton belül, és a pár az album felvétele közben távozott. Kiadott számai a The Tide Is High (Get the Feeling), a The Last Goodbye, a Love Doesn't Have to Hurt, és a Be With You voltak. A címadó dalt Kylie  Minogue írta. A "The Last Goodbye" volt a második stúdióalbumuk, a "Feels So Good" harmadik kislemeze, a "Be With You" pedig a harmadik albumukról, a Ladies Night-ról.
Az első kislemez, az "It's OK" lett, amely a harmadik helyen végzett az Egyesült Királyságban. Ezt követte a The Tide Is High (Get the Feeling) a The Paragons 1967-es dalának remake-je, amelyet a Blondie 1980-ban dolgozott fel, és ez adta a csoport harmadik első számú kislemezét az Egyesült Királyságban és Új-Zélandon. 2002 áprilisában Hamilton bejelentette, hogy várandós, de úgy döntött, hogy mégis a csapatban marad, mielőtt szülési szabadságra menne, amely magában foglalta a 2002-re tervezett turnét, a Tide Is High (Get the Feeling) videót és a Feels So Good-ot a Party in the Park-ban. Az együttes a Brit túraautó-bajnokságban is szponzorált egy csapatot. 
2003 januárjában és februárjában a csapat Délkelet-Ázsiában turnézott, többek között Szingapúrban, Thaiföldön, és Koreában. Hamilton, aki 2002. augusztus 24-én világra hozta fiát, Josh-t, magával vitte a turnéra.

### 2003–2008:Ladies Night,Greatest Hits, és szünet
2003 áprilisában megjelent az Atomic Kitten című album, amely az első két album dalaiból állt. Az album nem ért el nagy sikert, bár a The Tide Is High (Get the Feeling) megjelent a Csáó, Lizzie! című játékfilm hangsávján. Ezt követően a csapat úgy döntött, hogy kizárólag az európai, óceániai, dél-afrikai, és ázsiai piacokra koncentrál.
Harmadik lemezük felvétele előtt, a Kool & the Gang megkereste a csapatot, a The Hits: Reloaded című duettalbumuk együttműködésével kapcsolatban. A Kool & the Gang fel akarta venni a Ladies Night című slágerük frissített verzióját, és lánycsapatot kerestek a dalszöveg eléneklésére. A csapatnak tetszett az ötlet, és megkérdezte, hogy, felhasználhatnák-e a következő albumukhoz, amely a későbbiekben a Ladies Night címet kapta ennek az együttműködésnek a tiszteletére. A lemez 2003. november 10-én jelent meg, és az ötödik helyet érte el a brit albumlistán. Platina minősítést kapott a 300 000 példányt meghaladó eladások miatt. Négy kislemez jelent meg róla: az If You Come to Me, a Ladies Night, a Someone like Me, és a Be With You.
2004 márciusában kiadták a "Someone like Me"/" Right Now 2004" dupla A-oldalas kislemezét, és elindultak a Greatest Hits turnéjukon, hogy támogassák a Ladies Night albumot, valamint a The Greatest Hits albumuk közelgő megjelenését. Nem sokkal a turné kezdete előtt bejelentették, hogy a turné befejezése után egy hosszabb szünetet tartanak. A turné utolsó koncertje DVD-n jelent meg The Greatest Hits Live at Wembley Arena címmel 2004. április 19-én. A csapat 2012-es újraegyesülése után Hamilton a The Big Reunion során elárulta, hogy kilép a csapatból, bár csak kilenc hónappal a szülése után diagnosztizálták nála a szülés utáni depressziót. Ez később a csapat feloszlásához vezetett, mert nem akarták leváltani Hamilton-t. 
2005 Bálint-napján jótékonysági kislemezként adták ki a Right Now című debütáló albumukról a Cradle részben újra felvett változatát, McClarnon és Frost új énekével, "Cradle 2005" címmel., melynek bevételét a World Vision International kapta. Később bekerült az Access All Areas: Remixed & B-Sides című remix-válogatásba, amely ugyanabban az évben júliusban jelent meg Ázsiában a Greatest Hits Live DVD-vel együtt. Nagyjából ez idő tájt a csoport szerepelt a Mulan 2. filmzenéjén, az „(I Wanna Be) Like Other Girls” című dallal. Krakkóban is felléptek augusztus 28-án a Coca-Cola SoundWave Fesztiválon. 2006-ban kiadták a The Farm All Together Now című feldolgozást. A 2006-os labdarúgó-világbajnokság jótékonysági kislemeze lett, és csak német nyelvű országokban adták ki. Bekerült a német Top 20-ba. 2006. december 31-én felléptek a Nokia Szilveszteri Zenei Fesztiválon Hongkong-ban.
2008. január 19-én felléptek a The Number One Projectben, a Liverpool Echo Arénában amely Liverpool Európa kulturális fővárosa évét ünnepelte, és azt, hogy a liverpooli művészeknek együttesen 56 első számú kislemezük volt az Egyesült Királyságban. Szintén az esemény jegyében kiadták az Anyone Who Had a Heart című feldolgozást, amely a 78. helyen végzett a brit kislemezlistán.  A csapat a Kings Lynn Fesztiválon is fellépett 2008. július 12-én, és a liverpooli Haydock Parkban 2008. július 19-én.

### 2012–2013: Visszatérés és aThe Big Reunion

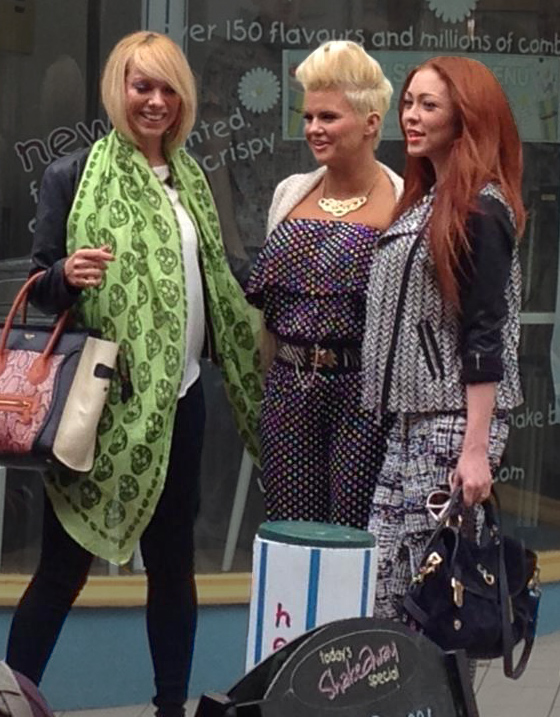
Az Atomic Kitten 2013-ban

2012 márciusában Hamilton megerősítette, hogy a csapat újra összeáll egy nyári turnéra, és tárgyalásokat folytat arról, hogy a 2011-es Steps újraegyesülés és valóságshow sikerét követően saját valóságshowjukban szerepeljenek a visszatéréssel kapcsolatban. Azt is elmondta, reméli, hogy Katona csatlakozik hozzá, McClarnonhoz és Frosthoz, a színpadon egy fellépésre, mivel 11 évvel korábban kilépett a csapatból. Az újraegyesülést később a Katona és Frost közötti feszültség miatt mindegyik tag elutasította. 2012. október 18-án azonban bejelentették, hogy a csapat 1999-es felállása (McClarnon, Katona és Hamilton) újra összeáll az ITV2-sorozatban, a The Big Reunion-ban, öt másik korabeli popcsapat, a 911, a Honeyz, a B*Witched, a Five, és a Liberty X mellett. Frost kezdetben részt vett a csoport újraegyesítését célzó korai találkozókon, ám várandóssága miatt később visszautasította a találkozást. 2015-ben elégedetlenségét fejezte ki az újraegyesülés lebonyolításával kapcsolatban, ami miatt Hamiltontól és McClarnontól is elhidegült.
A The Big Reunion csoportjainak, köztük az Atomic Kittennek is, eredetileg egy egyszeri visszatérő koncertet kellett volna adnia a londoni Hammersmith Apollo-ban. A szetlista a Right Now, a The Tide Is High (Get the Feeling), és a Whole Again című dalokból állt. Február 11-én megerősítették, hogy a nagy jegyigények, és a sorozat népszerűsége miatt 2013. május 3. és 14. között egy brit arénaturnéra. Később további dátumokat adtak hozzá, május 16-án és május 17-én, összesen 14 előadással.
A The Big Reunion hatalmas sikere miatt bejelentették, hogy az újraegyesült csoportok 2013 decemberében "karácsonyi partiturnéra" is indulnak.  2013 decemberében a csapat tíz év után felvette első új anyagát, amikor a show többi csoportjával együtt felvettek egy karácsonyi jótékonysági kislemezt, a Text Santa számára, amely a Wizzard I Wish I Could Be Christmas Every Day című dalának feldolgozása. A dal a 13. helyen végzett az Egyesült Királyságban.

### 2013–2019: Turnézás és Katona második távozása
2013. február 17-én a csapat megjelent a The Alan Titchmarsh Show-ban, amelyben Katona bejelentette, hogy a csapat aláírta a megállapodást saját parfüm illatának kiadásáról. Hamilton később hozzátette, hogy új anyagot is fognak kiadni. Március 14-én Hamilton ismét megerősítette, hogy a csapat új anyagot ad ki, mondván: Bizonyára lesz új kislemez, és remélhetőleg album is. Illatszerződésükről is szólva hozzátette: Parfümüzletet kötöttünk, kiadjuk saját illatunkat, amely hármunkat jelképez. A rajongók egy csomagban fogják megkapni mind a hármat. Elmentünk a cég irodáiba, és megalkottuk őket. A londoni Claridge Health Lottery-n Hamilton egy visszatérő kislemezről is beszélt: Valójában tegnap este felvettük az új dalunkat. Szó szerint most csináltuk. Este 11-kor kijöttem a stúdióból, és nem tudtam abbahagyni a dal éneklését. Nem tudtam elaludni – az ágyban feküdtem, és énekeltem. Most csak ennyit tudok mondani. Ha lesz kislemez, akkor biztosan lesz egy album is. 
Katona várandósságának bejelentése után, a csapat megerősítette, hogy bizonytalanok az együttes jövőjét illetően, vagy abban, hogy megjelennek-e új anyagok. McClarnon április 6-án bejelentette, hogy 2014 novemberében turnéra indulnak az East 17-tel, az All Saints-szel, és másokkal. A következő héten azonban bejelentették, hogy előre nem látható körülmények miatt lemondták a turnét.
2014 novemberében Katona kijelentette, hogy a csapat 2015-ben új albumot ad ki.  Tervezett turnéjukat, a '15: The Greatest Hits'-et 2015 májusának közepén törölték, de nem hozták nyilvánosságra, miért. 2015 novemberében kiadtak egy válogatásalbumot, Whole Again – The Best of Atomic Kitten címmel.
2016 végén a Liberty X tagja, Michelle Heaton csatlakozott a csapathoz, nemzetközi fellépéseik során, McClarnon helyére.
2016. november 12-én Katona, Hamilton és McClarnon a Pigs Nose Innben lépett fel. 2017 februárjában a B* Witched, az S Club 7, az East 17, és a Liberty X mellett Ausztráliában és Új-Zélandon turnéztak, Heaton ismét McClarnon helyére került.
2017 novemberében Katona közösségi oldalain kijelentette, hogy már nem tagja a csapatnak. Hamilton és McClarnon továbbra is duóban léptek fel.

### 2020–2024: Egyéb projektek
2020 júniusában Frost csatlakozott Hamiltonhoz és McClarnonhoz, egy online interjúban a "Life Stories – The Interview Series" részeként, amelynek házigazdája Lisa Johnson terapeuta, és maga Hamilton. A banda beszélt az együtt töltött időről, és arról hogy ez milyen hatással volt egyéni mentális egészségükre.
2021. július 6-án kiadták a „Whole Again” remake-jét, Angliát támogatva a 2020-as labdarúgó-Európa-bajnokságon. Frost 2008 óta először tért vissza a bandához a kislemez megjelenése miatt. 2021. november 29-én megerősítették, hogy Frost teljes munkaidőben tér vissza a csapathoz.
2022-re McClarnon és Hamilton végül duóként folytatták a fellépést.
2023. május 7-én McClarnon és Hamilton felléptek egy koncerten, amelyen a 2023-as Eurovíziós Dalfesztivál Liverpool zenéjét ünnepelték.
2024. október 11-én Hamilton Instagram-fiókján keresztül bejelentette, hogy két nappal későbbi utolsó fellépése után lemond a csoport tagságáról, hogy szólókarrierjére koncentrálhasson.

## Diszkográfia

### Stúdióalbumok
- Right Now (2000)
- Feels So Good (2002)
- Ladies Night (2003)

### Válogatáslemezek
- Atomic Kitten – 2003. április 22. (Csak az USA-ban)
- Greatest Hits – 2004. április 5.
- Access All Areas: Remixed & B-Side – 2004. augusztus 30. (Csak Ázsiában)
- The Collection – 2005. május 2.
- Essential – 2007. december 25.
- The Essential Collection – 2012.

### Kislemezek
- Right Now nagylemezről:
  - 1999. november 29: Right Now
  - 2000. március 27: See Ya
  - 2000. május 21: Cradle (Csak Ázsiában)
  - 2000. július 3: I Want Your Love
  - 2000. október 9: Follow Me
  - 2001. január 29: Whole Again
- Feels So Good nagylemezről:
  - 2001. július 23: Eternal Flame
  - 2001. november 26: You Are (Csak Új-Zélandon, Ausztráliában és Európában)
  - 2002. május 20: It's OK!
  - 2002. augusztus 26: Tide Is High (Get The Feeling) (Blondie feldolgozás)
  - 2002. november 25: The Last Goodbye/Be With You
  - 2003. március 31: Love Doesn't Have To Hurt
- Ladies Night nagylemezről:
  - 2003. szeptember 15: If You Come To Me
  - 2003. december 15: Ladies Night (A Kool And The Gang zenekarral közösen)
- Greatest Hits nagylemezről:
  - 2004. március 15: Someone Like Me/Right Now 2004
- További kislemezek:
  - 2005. február 14: Cradle 2005 (Jótékonysági célból)
  - 2006. június 16: All Together Now (A Goleo VI csapattal közösen készítették a FIFA Football VB alkalmából)
- Visszatérés: 
  - 2008. január 21: Anyone Who Had A Heart (Cilla Black feldolgozás)
  - 2021: Southgate You're the One (Football's Coming Home Again)

### DVD-k
- 2001. december 30: So Far, So Good
- 2002. szeptember 29: Right Here, Right Now (Live)
- 2003. december 1: Be With Us
- 2004. április 19: Greatest Hits-Live at Wembley Arena/The Greatest Video Hits
- 2005.: Access All Areas: Remixed & B-Side

### Könyvek
- Right Now – 2001. november 19.
- So Far, So Good – 2002. augusztus 5.
- Feels So Good – 2002. október 16.

### B-oldalas dalok
- - „Right Now” kislemez: „Something Spooky”
  - „Follow Me” kislemez CD1: „Don't Tell Me Now”
  - „Follow Me” kislemez CD2: „Real Life”
  - „Whole Again” kislemez CD1: „Holiday”
  - „Whole Again” kislemez CD2: „Locomotion”
  - „You Are” kislemez: „True Friends”
  - „The Tide Is High (Get the Feeling)” kislemez: „Dancing In The Street”
  - „Love Doesn't Have To Hurt” kislemez: „Use Your Imagination”
  - „The Last Goodbye/Be With You” kislemez: „For Once In My Life”
  - „Ladies Night” kislemez CD1: „So Right”
  - „Ladies Night” kislemez CD2: „Somebody”
  - „Someone Like Me/Right Now 2004” kislemez: „Wild”

### Bónusz-dalok
- - „Daydream Believer”: Right Now (Japanese Bonus Track)
  - „Good Times”: Ladies Night (Japanese Bonus Track)
  - „I Wanna Be Like Other Girls”: Mulan 2 Soundtrack

## Tagok

### Korábbi tagok
- Kerry Katona (1998–2001, 2012–2017)
- Liz McClarnon (1998–2006, 2008, 2012–2024)
- Natasha Hamilton (1999–2006, 2008, 2012–2024)
- Jenny Frost (2001–2006, 2008, 2021)

## Szólósikerek

### Natasha Hamilton
Tash (polgári nevén: Natasha Maria Hamilton, született 1982. július 17.) eddig két kislemezt adott ki, ezek címe: „The Way You Move” és „Round and Round”.

### Liz McClarnon
Liz (polgári nevén: Elizabeth Margaret McClarnon, született 1981. április 10.) szólókarrierje mutatkozott eddig a legígéretesebbnek, mivel első kislemeze a „Woman In Love/I Get The Sweetest Feeling” a slágerlisták 5. helyén nyitott, amely elérte az Atomic Kitten első három kislemezének a sikerét. Következő dalát a „(Don't It Make You) Happy”-t az Eurovision Song Contest 2007 rendezvényen adta elő, bár kislemezen még nem jelent meg. Első szólólemeze 2007-ben jelent meg.

### Heidi Range
Heidi (polgári nevén: Heidi India Partakis Range, született 1983. május 23.) volt az együttes eredeti felállásának egyik alapító tagja 1998-ban, Liz McClarnon és Kerry Katona mellett. Egy évvel korábban, 1997-ben meghallgatásra jelentkezett a Scooch brit popegyüttesbe, de mivel még csak 14 éves volt, nem került be. Miután rövid időn belül, mindössze 8 hónap után távozott a csapatból 1999-ben, Natasha Hamilton váltotta a helyét. 2001 augusztusában Siobhán Donaghy helyére került a Sugababes-ben, miután demókat vett fel a First Avenue Records-nál, és végül Sarah Stennett felvette őt meghallgatásra, és hat brit első helyezett kislemezt, valamint két első helyezett stúdióalbumot jelentetett meg egy évtized alatt, mielőtt az akkori, negyedik felállás (Heidi Range, Amelle Berrabah Jade Ewen) 2011-ben feloszlott. 2012-ben elárulta, hogy egy szólóalbum felvételeit fontolgatja. A csapatból való távozása óta szerepelt a Dancing on Ice című műsor hetedik, 2012-es szériájában. 2013-ban részt vett a MasterChef 8. szériájában, de ő volt az első, aki kiesett. 2014-ben Pinky Tuscadero női főszereplőjeként szerepelt egy Happy Days musical turnén az Egyesült Királyságban. 2016-ban Beth szerepében feltűnt a The War of the Worlds című West End musicalben. 2003 szilveszterén az MTV és a Capital London műsorvezetője, Dave Berry eljegyezte. 2012 telén bejelentette házassági szándékát, azonban 2011. december 10-én kijelentette, hogy a pár nyolc év együttélés után elvált. 2016. szeptember 3-án hozzáment Alex Partakis-hoz, Firenzében. Két kislányuk született, az egyik 2018-ban, a másik 2021-ben. 2023-ban az Eurovíziós Dalfesztivál zsűritagja volt az Egyesült Királyságban.

### Kerry Katona
Kerry (polgári nevén: Kerry Jayne Elizabeth Katona, született 1980. szeptember 6.) az Atomic Kitten magyar származású tagja. 1998-ban Liz-zel és Heidi-vel együtt csatlakozott az Atomic Kitten-hez. Az együttes legelső lemeze, a 2000-es Right Now is vele készült. 2001 januárjában kivált a zenekarból. Helyére Jenny Frost érkezett. Kerry íróként is nevet szerzett magának és jó néhány könyvet publikált már.

### Andy McCluskey
Andy az OMD szintipop-csapat tagja, ő volt az Atomic Kitten tagjainak felfedezője is 1997-ben, valamint a korai dalok producere és szerzője is. Az együttes 2002-ben menedzsmentet váltott és megszakította kapcsolatait Andyvel.

## Turnék
Önálló turnék
- Right Here, Right Now Tour (2001–2002)
- Be with Us Tour (2002–2003)
- Greatest Hits Tour (2004)

Támogató aktusok
- Smash Hits Tour (különböző előadókkal) (2000–2001)
- The Big Reunion (különböző művészekkel) (2013)
- The Hits Tour (2014–2016)
- The Pop Tour (különböző művészekkel) (2017–2019)
- 90s Baby Pop Tour (különböző művészekkel) (2022–2023)